# Listrognathus philippinensis
Listrognathus philippinensis là một loài tò vò trong họ Ichneumonidae.